# Mélicocq
Mélicocq és un municipi francès, situat al departament de l'Oise i a la regió dels Alts de França. L'any 2007 tenia 660 habitants.

## Demografia

### Població
El 2007 la població de fet de Mélicocq era de 660 persones. Hi havia 234 famílies de les quals 40 eren unipersonals (16 homes vivint sols i 24 dones vivint soles), 79 parelles sense fills, 107 parelles amb fills i 8 famílies monoparentals amb fills.
La població ha evolucionat segons el següent gràfic:
Habitants censats

### Habitatges
El 2007 hi havia 256 habitatges, 246 eren l'habitatge principal de la família, 1 era una segona residència i 9 estaven desocupats. 255 eren cases i 1 era un apartament. Dels 246 habitatges principals, 208 estaven ocupats pels seus propietaris, 35 estaven llogats i ocupats pels llogaters i 3 estaven cedits a títol gratuït; 9 tenien dues cambres, 36 en tenien tres, 76 en tenien quatre i 125 en tenien cinc o més. 190 habitatges disposaven pel capbaix d'una plaça de pàrquing. A 84 habitatges hi havia un automòbil i a 146 n'hi havia dos o més.

### Piràmide de població
La piràmide de població per edats i sexe el 2009 era:
| Homes | Edats   | Dones |
| ----- | ------- | ----- |
| 0     | 95 o +  | 0     |
| 0     | 90 a 94 | 0     |
| 4     | 85 a 89 | 8     |
| 4     | 80 a 84 | 4     |
| 4     | 75 a 79 | 12    |
| 8     | 70 a 74 | 0     |
| 12    | 65 a 69 | 12    |
| 16    | 60 a 64 | 20    |
| 8     | 55 a 59 | 12    |
| 20    | 50 a 54 | 16    |
| 40    | 45 a 49 | 36    |
| 32    | 40 a 44 | 32    |
| 20    | 35 a 39 | 20    |
| 32    | 30 a 34 | 32    |
| 16    | 25 a 29 | 24    |
| 16    | 20 a 24 | 16    |
| 16    | 15 a 19 | 32    |
| 28    | 10 a 14 | 12    |
| 36    | 5 a 9   | 20    |
| 12    | 0 a 4   | 24    |

## Economia
El 2007 la població en edat de treballar era de 465 persones, 348 eren actives i 117 eren inactives. De les 348 persones actives 311 estaven ocupades (177 homes i 134 dones) i 38 estaven aturades (22 homes i 16 dones). De les 117 persones inactives 44 estaven jubilades, 29 estaven estudiant i 44 estaven classificades com a «altres inactius».

### Ingressos
El 2009 a Mélicocq hi havia 244 unitats fiscals que integraven 675 persones, la mediana anual d'ingressos fiscals per persona era de 21.249 €.

### Activitats econòmiques
Dels 15 establiments que hi havia el 2007, 1 era d'una empresa de fabricació d'altres productes industrials, 4 d'empreses de construcció, 3 d'empreses de comerç i reparació d'automòbils, 1 d'una empresa d'hostatgeria i restauració, 1 d'una empresa financera, 3 d'empreses de serveis i 2 d'entitats de l'administració pública.
Dels 5 establiments de servei als particulars que hi havia el 2009, 1 era un paleta, 2 fusteries, 1 lampisteria i 1 restaurant.
L'any 2000 a Mélicocq hi havia 7 explotacions agrícoles que ocupaven un total de 453 hectàrees.

## Equipaments sanitaris i escolars
El 2009 hi havia una escola elemental.

## Poblacions més properes
El següent diagrama mostra les poblacions més properes.